# Station West Malling
West Malling is een spoorwegstation van National Rail in West Malling, Tonbridge and Malling in Engeland. Het station is eigendom van Network Rail en wordt beheerd door Southeastern. Het station is geopend in 1874.